# Limonium binervosum
Limonium binervosum är en triftväxtart som först beskrevs av G.E.Sm., och fick sitt nu gällande namn av Charles Edgar Salmon. Limonium binervosum ingår i släktet rispar, och familjen triftväxter. Inga underarter finns listade i Catalogue of Life.

## Bildgalleri

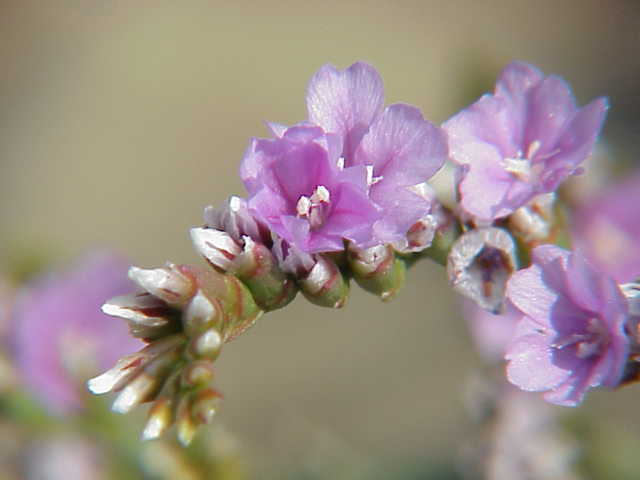
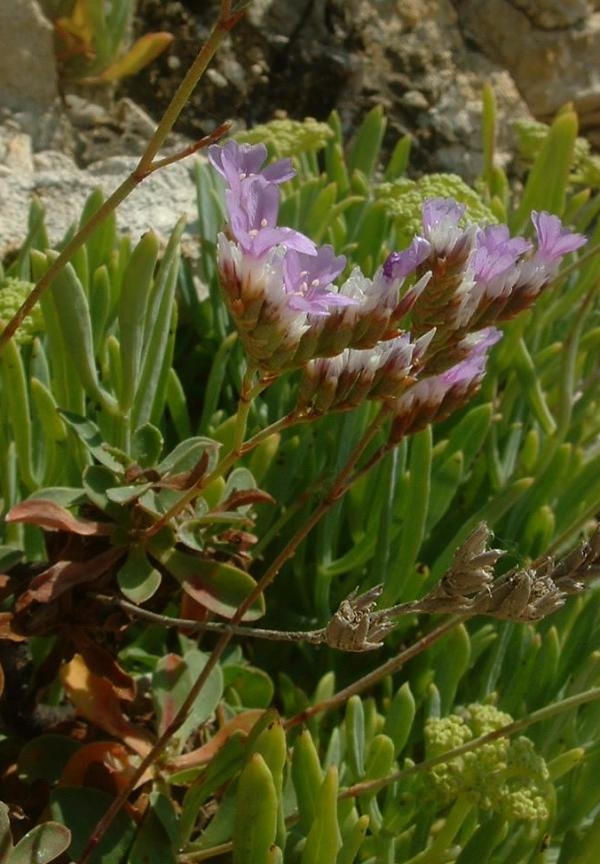
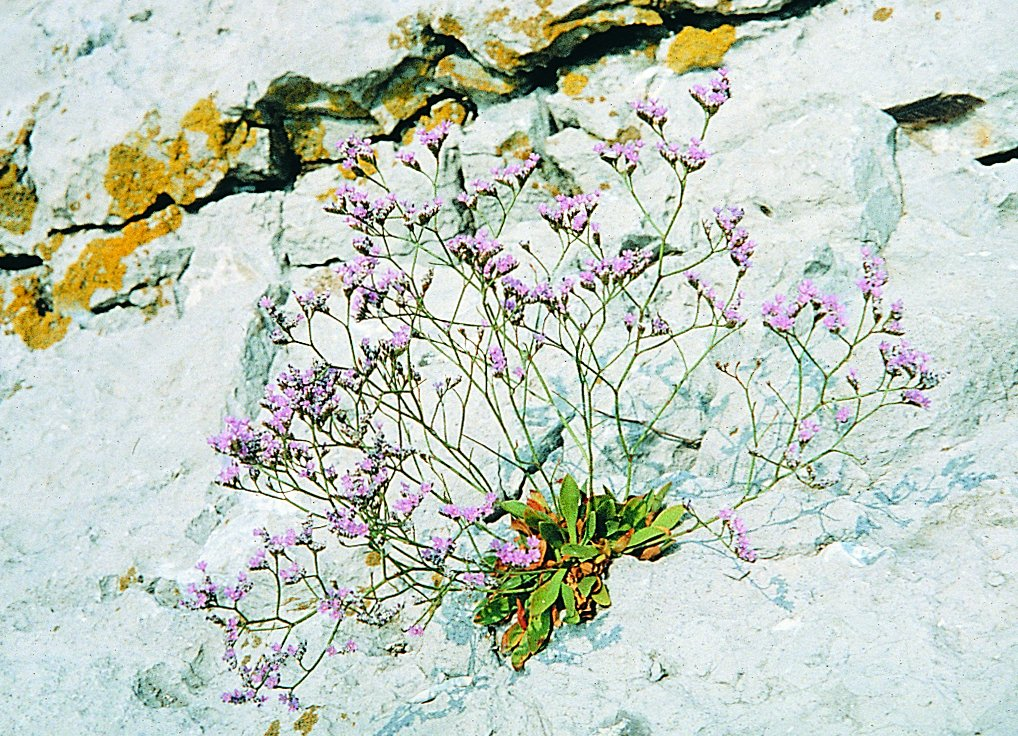